# Goleamo Asenovo, Haskovo
Goleamo Asenovo (în bulgară Голямо Асеново) este un sat în comuna Dimitrovgrad, regiunea Haskovo,  Bulgaria. 

## Demografie
Componența etnică a satului Goleamo Asenovo
     Bulgari (97,26%)
     Nicio identificare (2,73%)
     Altele (0%)
La recensământul din 2011, populația satului Goleamo Asenovo era de 293 locuitori. Din punct de vedere etnic, majoritatea locuitorilor (97,26%) erau bulgari. Pentru 2,73% din locuitori nu este cunoscută apartenența etnică.